# میچل، کوئینزلند
میچل (به انگلیسی: Mitchell) یک شهرک در استرالیا است که در کوئینزلند واقع شده‌است.

## جستارهای وابسته

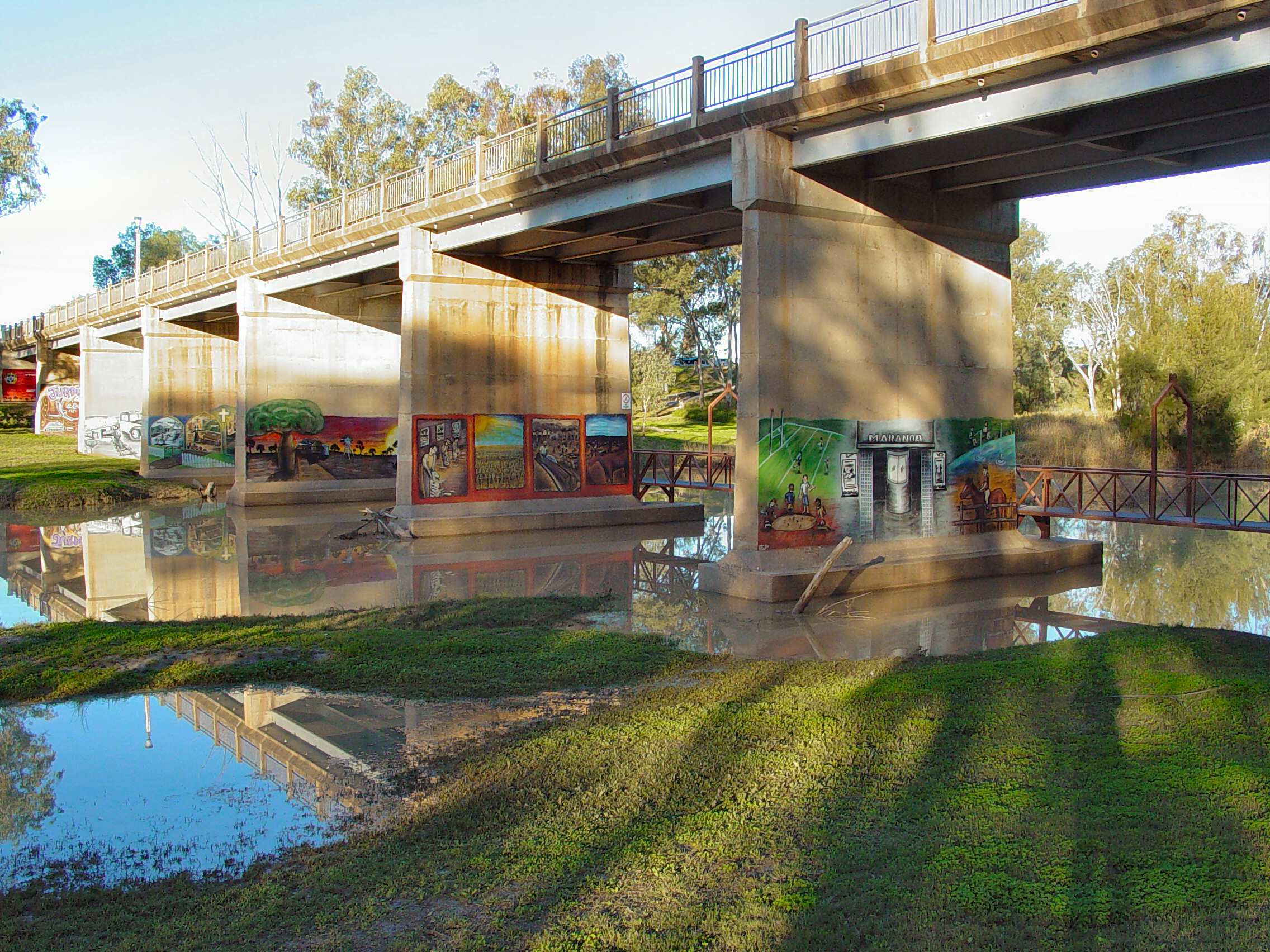
شاهراه وارگو و تقاطع مارانوا.